# Лье, Альф
Альф Лье (норв. Alf Lie; 10 апреля 1887, Берген — 22 марта 1969, Берген) — норвежский гимнаст, чемпион летних Олимпийских игр 1912 года в командном первенстве по произвольной системе.